# Normal (2007)
Normal is een Canadese dramafilm uit 2007, geregisseerd en geproduceerd door Carl Bessai. De hoofdrollen worden vertolkt door Carrie-Anne Moss, Kevin Zegers en Callum Keith Rennie.

## Verhaal
Catherine (Carrie-Anne Moss), Dale (Andrew Airlie) en hun twaalf jaar oude zoon, Brady (Cameron Bright), vormen een familie die zich op de rand van ineenstorting bevindt. In de twee jaren sinds de dood van haar oudste zoon en ster-atleet Nicky, vindt Catherine het steeds moeilijker worden om samen te leven met haar echtgenoot en een zoon die er constant aan denkt.
Walt (Callum Keith Rennie), een professor heeft moeite met het ouder worden en leert daarmee om te gaan. Zijn onvermogen om met zijn vrouw te communiceren, de zorg die hij aan zijn broer moet besteden vanwege diens ruimtevrees, en zijn falen als schrijver drijven hem in de armen van Sherri (Lauren Lee Smith), een jonge tv-verslaggeefster en studente. Na het verlies van zijn vrouw en het op de tocht zetten van zijn carrière, begint Walt te beseffen dat zijn toekomst afhangt van het feit of hij in het reine weet te komen met de slachtoffers van een verkeersongeval dat hij heeft veroorzaakt.
Jordy (Kevin Zegers) keert na een verblijf in de jeugdgevangenis wegens autodiefstal weer terug naar huis, naar zijn dominante vader Carl (Michael Riley) en zijn nieuwe stiefmoeder Elise (Camille Sullivan). Jordy heeft veel problemen met Elise. Langzaam maar zeker weet iedereen wat er in het verleden heeft plaatsgevonden.

## Rolbezetting
| Acteur              | Personage       |
| ------------------- | --------------- |
| Carrie-Anne Moss    | Catherine       |
| Kevin Zegers        | Jordie          |
| Callum Keith Rennie | Dale            |
| Tygh Runyan         | Dennis Braugher |
| Camille Sullivan    | Elise           |
| Lauren Lee Smith    | Sherri Banks    |
| Michael Riley       | Carl            |
| Brittney Irvin      | Melissa         |
| Allison Hossack     | Abby            |
| Cameron Bright      | Brady           |
| Tara Frederick      | Sylvie Farber   |
| Benjamin Ratner     | Tim             |
| Zak Santiago        | Bob             |
| Hrothgar Mathews    | Jerry           |